# Marius (film)
Marius is een Frans dramafilm uit 1931 onder regie van Alexander Korda. Naast met de Franse versie werden er ook een Zweedse en een Duitse versie van de film gedraaid.
De film vormt het eerste luik van de verfilming van de Marseille-trilogie, oorspronkelijk geschreven voor het toneel door Marcel Pagnol. Het tweede deel Fanny (1932) werd verfilmd door Marc Allégret, het derde deel César (1936) werd rechtstreeks voor het grote scherm geschreven, verfilmd door Pagnol zelf en pas tien jaar later opgevoerd.

## Verhaal
Het verhaal speelt zich af in de Vieux-Port van Marseille, meer bepaald in de Bar de la Marine, tijdens het Interbellum. Fanny is een schelpenverkoopstertje en de dochter van Honorine, de plaatselijke visverkoopster. Ze is sinds lang verliefd op Marius, de zoon van César, de patron van de Bar de la Marine. Ook Marius houdt van Fanny maar hij geeft niet echt toe aan zijn gevoelens. Marius droomt immers van 'elders', hij voelt zich onweerstaanbaar aangetrokken door de zee en het avontuur. Daardoor kan hij zijn ware gevoelens voor Fanny niet juist inschatten. 
Om Marius jaloers te maken laat Fanny zich de avances van de rijke veel oudere zeilmaker Panisse welgevallen. Haar manoeuvre lukt en Marius verklaart haar zijn liefde. Als Honorine haar dochter met Marius in bed betrapt, klopt ze heel verontwaardigd bij César aan. Beide ouders vinden het dan ook meer dan gepast dat hun kinderen zo spoedig mogelijk trouwen. 
Wanneer Marius net dan eindelijk de gelegenheid krijgt om aan te monsteren en per schip de wereld te verkennen begrijpt Fanny hem en offert ze zich op. Ze blijft alleen achter, overmand door verdriet. 

## Rolverdeling
| Acteur           | Personage                                                              |
| ---------------- | ---------------------------------------------------------------------- |
| Pierre Fresnay   | Marius Ollivier                                                        |
| Orane Demazis    | Fanny Cabanis, het schelpenverkoopstertje                              |
| Raimu            | César Ollivier, de vader van Marius en de baas van de Bar de la Marine |
| Charpin          | Honoré Panisse, de zeilmaker en -hersteller                            |
| Alida Rouffe     | Honorine Cabanis, de visverkoopster en moeder van Fanny                |
| Robert Vattier   | Monsieur Brun, de verificateur bij de douane                           |
| Paul Dulac       | Félix Escartefigue, de kapitein van de veerboot                        |
| Mihalesco        | Piquoiseau, de ex-zeeman en de bedelaar                                |
| Édouard Delmont  | Le Goëlec, de luitenant van de 'Malaisie'                              |
| Lucien Callamand | de kapitein van de 'Malaisie'                                          |
| Zé Digiovanni    | Innocent Mangiapan, de stuurman van de veerboot                        |